# 暢當
暢當（?—?），字不詳。河东（今山西永济）人。
父暢璀，曾任河中尹。大曆七年（772年）張式榜進士及第，授校书郎。建中四年（783年），淮西節度使李希烈叛亂，暢當以官家弟子的名目被召参军。在山南東道節度使賈耽幕下供職。贞元初，曾至河中。貞元三年，入京擔任太常博士。致仕歸隱，再任果州（今四川南充）刺史。贞元后期，應宇文邈之邀請游澧州，後不知所终。与韦应物、李端、司空曙等交游唱和。有诗二卷，早佚。《全唐诗》存其诗十七首。